# Osięgniew
Osięgniew – staropolskie imię męskie, złożone z trzech członów: O-, się (razem może "o siebie", "o sobie") i -gniew ("gniew"). Imię to mogło oznaczać "tego, kto gniewa się tylko na siebie".